# オープンコースウェア
オープンコースウェア (Opencourseware; OCW) とは、大学や大学院などの高等教育機関で正規に提供された講義とその関連情報を、インターネットを通じて無償で公開する活動。2003年9月、アメリカの理工系大学マサチューセッツ工科大学が世界初のOCWサイトを立ち上げ、その後世界中の大学にその活動が広がっている。OCWが始まった当初は、サイトで公開されているコンテンツと言えば、講義で使ったシラバスや講義ノート程度のものが中心であった。しかし近年の通信回線の大容量化（ブロードバンド化）にともない、YouTubeなどで講義ビデオをそのまま公開するような大学が多数出始めている。また、湯川秀樹のノーベル賞受賞論文など歴史的な資料も公開されている。
日本国内では、日本オープンコースウェアコンソーシアムに加盟している23大学12機関（2015年10月時点）を中心に活動している。
OCWを容易に構築するためのコンテンツ管理システム「eduCommons」が、ユタ州立大学持続的公開学習センター（Utah State University's Center for Open Sustainable Learning）において、David Wiley教授を中心にオープンソースで開発・公開されており、MITをはじめ、各大学のOCWで利用されている。大阪大学OCWチームなどがeduCommonsの日本語化に積極的に協力している。また、京都大学や国際連合大学はeduCommonsをカスタマイズしたものを利用している。

## OCWに取り組んでいる主な大学

### 英語圏
- MIT - MITオープンコースウェア
- カリフォルニア大学バークレー校 - UCバークレー・オープンコースウェア
- ユタ州立大学 - ユタ州立大学オープンコースウェア

### 日本語圏 (日本オープンコースウェアコンソーシアム加盟機関)

#### 正会員（大学等）
- 大阪大学 - 大阪大学オープンコースウェア
- 九州大学 - 九州大学オープンコースウェア
- 京都大学 - 京都大学オープンコースウェア
- 熊本大学
- 国際基督教大学 - 国際基督教大学オープンコースウェア
- 上智大学 - 上智大学オープンコースウェア
- 女子栄養大学 - 女子栄養大学オープンコースウェア
- 筑波大学 - 筑波大学オープンコースウェア
- 東京工業大学 - 東京工業大学オープンコースウェア
- 東京大学 - 東京大学オープンコースウェア
- 同志社大学 - 同志社大学オープンコースウェア
- 名古屋大学 - 名古屋大学オープンコースウェア
- 北海道大学 - 北海道大学オープンコースウェア
- 放送大学 - 放送大学オープンコースウェア
- 立命館大学 - 立命館大学オープンコースウェア
- 早稲田大学 - 早稲田大学オープンコースウェア

#### 准会員（非営利団体等）
- 関西学院大学
- クリエイティブ・コモンズ・ジャパン
- サイバーキャンパスコンソーシアムTIES

#### 賛助会員（その他）
- 内田洋行
- キャスタリア
- CMSコミュニケーションズ
- デジタル・ナレッジ
- ネットラーニング
- メディア・リンク